# Fondo Global para Mujeres
El Fondo Global para Mujeres es una fundación sin ánimo de lucro que financia iniciativas de derechos humanos con foco dedicado en las mujeres. Fue fundada en 1987 por la neozelandesa Anne Firth Murray, y cofundado por Frances Kissling y Laura Lederer para financiar iniciativas de mujeres alrededor del mundo. La organización tiene su oficina central en San Francisco (California).

## Historia
El Fondo Global para Mujeres entregó las primeras becas de la organización en 1988 a ocho becarios, sumando un total de 31.000 dólares.
En septiembre de 1996, Murray se retiró y fue sucedida por Kavita N. Ramdas.  Ramdas completó su gestión de 14 años en el Fondo Global en septiembre de 2010, y fue sucedida por Musimbi Kanyoro en agosto de 2011.
Desed 1988, la fundación entregó más de 100 millones de dólares en becas a más de 4.000 organizaciones que dan apoyo a los derechos de la mujer de un modo progresista en más de 170 países. 
En septiembre de 2005, el Fondo Global para Mujeres creó el Fondo de Legado, que es la donación más grande en el mundo dedicada exclusivamente a los derechos de las mujeres.  Dona más de 8.5 millones de dólares anualmente a organizaciones dirigidas por mujeres.

## Perfil
El Fondo Global para Mujeres es una fundación internacional que otorga becas para apoyar a grupos de trabajo que promueven el desarrollo de los derechos humanos de mujeres y chicas. Abogan por y defienden los derechos humanos de las mujeres haciendo subvenciones para apoyar grupos de mujeres alrededor del mundo.
Fondos para financiar el Fondo Global para Mujeres son recaudados con un número variado de fuentes y otorgados a organizaciones dirigidas por mujeres que promueven la seguridad económica, salud, seguridad, educación y liderazgo de mujeres y niñas.
El Fondo Global para Mujeres acepta solicitudes de beca en cualquier idioma y formato.

## Temas e iniciativas
- Acceso a la Educación[5]
- Participación Cívica y Política[6]
- Justicia Económica y Ambiental[7]
- Salud y Derechos Reproductivos[8]
- Paz y Violencia de Género[9]
- Filantropía para el Cambio Social[10]
- Mujeres para el Desarme Militar[11]

## Publicaciones
El Fondo Global para Mujeres publica un reporte anual donde informa su estado financiero, da información sobre sus becarios asociados, y da reconocimiento a sus donantes.  Su reporte anual también contiene reflexiones, estadísticas y proyecciones sobre el estado de las mujeres y las niñas en todo el mundo.
El Fondo Global para Mujeres también publica "Informes de Impacto" que se concentra en temas puntuales que afectan a mujeres y niñas.